# قائمة قرارات مجلس الأمن التابع للأمم المتحدة لعام 1980
تتضمن قائمة قرارات مجلس الأمن التابع للأمم المتحدة لعام 1980 جميع القرارات الصادرة عن مجلس الأمن التابع للأمم المتحدة خلال العام 1980.

## القائمة
| رقم القرار | الرمز            | نص القرار                         | موضوع القرار                            |
| ---------- | ---------------- | --------------------------------- | --------------------------------------- |
| 462        | S/RES/462 (1980) | نص الوثيقة على موقع الأمم المتحدة | السلم والأمان الدوليين                  |
| 463        | S/RES/463 (1980) | نص الوثيقة على موقع الأمم المتحدة | رودسيا الجنوبية                         |
| 464        | S/RES/464 (1980) | نص الوثيقة على موقع الأمم المتحدة | قبول أعضاء جدد: سانت فينسنت والغرينادين |
| 465        | S/RES/465 (1980) | نص الوثيقة على موقع الأمم المتحدة | الأراضي المحتلة من قبل إسرائيل          |
| 466        | S/RES/466 (1980) | نص الوثيقة على موقع الأمم المتحدة | جنوب أفريقيا - زامبيا                   |
| 467        | S/RES/467 (1980) | نص الوثيقة على موقع الأمم المتحدة | إسرائيل - لبنان                         |
| 468        | S/RES/468 (1980) | نص الوثيقة على موقع الأمم المتحدة | الأراضي المحتلة من قبل إسرائيل          |
| 469        | S/RES/469 (1980) | نص الوثيقة على موقع الأمم المتحدة | الأراضي المحتلة من قبل إسرائيل          |
| 470        | S/RES/470 (1980) | نص الوثيقة على موقع الأمم المتحدة | إسرائيل - الجمهورية العربية السورية     |
| 471        | S/RES/471 (1980) | نص الوثيقة على موقع الأمم المتحدة | الأراضي المحتلة من قبل إسرائيل          |
| 472        | S/RES/472 (1980) | نص الوثيقة على موقع الأمم المتحدة | قبرص                                    |
| 473        | S/RES/473 (1980) | نص الوثيقة على موقع الأمم المتحدة | جنوب أفريقيا                            |
| 474        | S/RES/474 (1980) | نص الوثيقة على موقع الأمم المتحدة | إسرائيل - لبنان                         |
| 475        | S/RES/475 (1980) | نص الوثيقة على موقع الأمم المتحدة | أنغولا - جنوب أفريقيا                   |
| 476        | S/RES/476 (1980) | نص الوثيقة على موقع الأمم المتحدة | الأراضي المحتلة من قبل إسرائيل          |
| 477        | S/RES/477 (1980) | نص الوثيقة على موقع الأمم المتحدة | أعضاء جدد: زيمبابوي                     |
| 478        | S/RES/478 (1980) | نص الوثيقة على موقع الأمم المتحدة | الأراضي المحتلة من قبل إسرائيل          |
| 479        | S/RES/479 (1980) | نص الوثيقة على موقع الأمم المتحدة | العراق - جمهورية إيران الإسلامية        |
| 480        | S/RES/480 (1980) | نص الوثيقة على موقع الأمم المتحدة | محكمة العدل الدولية                     |
| 481        | S/RES/481 (1980) | نص الوثيقة على موقع الأمم المتحدة | إسرائيل - الجمهورية العربية السورية     |
| 482        | S/RES/482 (1980) | نص الوثيقة على موقع الأمم المتحدة | قبرص                                    |
| 483        | S/RES/483 (1980) | نص الوثيقة على موقع الأمم المتحدة | إسرائيل - لبنان                         |
| 484        | S/RES/484 (1980) | نص الوثيقة على موقع الأمم المتحدة | الأراضي المحتلة من قبل إسرائيل          |

## المرجع
1. ↑  "Security Council Resolutions" (بالإنجليزية). الأمم المتحدة. Archived from the original on 2018-10-19. Retrieved 22 شباط / فبراير 2017. {{استشهاد ويب}}: تحقق من التاريخ في: |تاريخ الوصول= (help)